# サトシのポケモン (ベストウイッシュ)
サトシのポケモン (ベストウイッシュ)では、任天堂のゲームソフト『ポケットモンスター』シリーズを原作とするアニメ『ポケットモンスター』シリーズに登場するサトシのポケットモンスター（ポケモン）のうち、『ベストウイッシュ』から登場したものについて記述する。

## 凡例
記載されている略号
- 1.『ポケットモンスター（無印）』 - 《PM》（無印、平成無印、1997年版、第1シリーズ、平成版）[1]：カントー地方編 - 《KT》、オレンジ諸島編 - 《OS》、ジョウト地方編 - 《JT》
- 2.『ポケットモンスター アドバンスジェネレーション』 - 《AG》：ホウエン地方編 - 《HT》、バトルフロンティア編 - 《BF》
- 3.『ポケットモンスター ダイヤモンド&パール』 - 《DP》
- 4.『ポケットモンスター ベストウイッシュ』 - 《BW》
  - シーズン1『ポケットモンスター ベストウイッシュ』 - 《BW》
  - シーズン2『ポケットモンスター ベストウイッシュ シーズン2』 - 《BW2》：エピソードN - 《BW2N》、デコロラアドベンチャー - 《DA》
- 5.『ポケットモンスター XY』 - 《XY》
  - シーズン1『ポケットモンスター XY』 - 《XY》
  - シーズン2『ポケットモンスター XY&Z』 - 《XY&Z》
- 6.『ポケットモンスター サン&ムーン』 - 《SM》
- 7.『ポケットモンスター（新無印）』 - 《PM2》（新無印、令和無印第1作、2019年版、第7シリーズ）
  - シーズン1『ポケットモンスター』 - 《PM2》
  - シーズン2『ポケットモンスター めざせポケモンマスター』 - 《MPM》
- 8.『ポケットモンスター（リコとロイ編）』 - 《LR》（リコとロイ編、令和無印第2作、2023年版、第8シリーズ）
  - シーズン1『ポケットモンスター リコとロイの旅立ち』 - 《LR1》
  - シーズン2『ポケットモンスター テラパゴスのかがやき』 - 《LR2》
  - シーズン3『ポケットモンスター テラスタルデビュー』 - 《LR3》
- 『ポケットモンスター サイドストーリー』 - 《SS》
- 『ポケットモンスター（劇場版）』 - 《MV》
- 『ポケットモンスター（OVA）』 - 《OA》（機内上映向け作品を含む場合がある）

## 構成
JT編以来3度目となる御三家（原作ゲームで最初に貰えるポケモン。ミジュマル、ポカブ、ツタージャである。）の3体をすべてゲットしており、またKT編に次ぐ9体のポケモンをゲットしている。
基本的に御三家とズルッグを手持ちに据え、それ以外のポケモンをアララギ研究所に預け、話によって入れ替えている。また、BW2Nでリザードンを呼び戻しており、DAでイッシュを離れることに伴い、イッシュ地方でゲットした全ポケモンがオーキド研究所に送られた。
歴代シリーズの中では、タイプ被りが最も目立った。

## ポケモン一覧
※全てイッシュ地方でゲットされたポケモン。戦績の対象は、ジム戦やポケモンリーグといった公式戦のみ。
| ジム戦     | サンヨウ | シッポウ | ヒウン | ライモン | ホドモエ | フキヨセ | セッカ | タチワキ |
| ---------- | -------- | -------- | ------ | -------- | -------- | -------- | ------ | -------- |
| ケンホロウ |          |          |        |          |          | ○        |        | ○        |
| ミジュマル | ○        | ○        |        |          | ○        |          |        |          |
| チャオブー | ○        | ○        | ○      |          |          |          | ○      | ○        |
| ツタージャ |          |          |        | ○        | ○        |          |        |          |
| ズルッグ   |          |          |        |          |          |          | ○      |          |
| ハハコモリ |          |          | ○      |          |          |          |        | ○        |
| ガマガル   |          |          |        | ○        |          |          |        | ○        |
| ガントル   |          |          |        |          | ○        |          |        | ○        |
| ワルビアル |          |          |        |          |          | ○        | ○      |          |

### ケンホロウ
（マメパト）→ハトーボー→ケンホロウ
- 声 - 西村ちなみ
- 性別：♀
- 戦績：2勝2敗
- 登場時期：BW・PM2・MV

BW2話から登場。サトシがイッシュ地方で最初にゲットしたポケモン。
ゲット直後、初戦となるムサシのコロモリ戦では敗北したが、BW7・8話などで歴代のサトシのひこうポケモンのように偵察に使われたほか、♀でツタージャのメロメロが効かない利点を生かして勝利した。BW22話ではぐれたフシデを群れに戻している最中にハトーボーに進化した。
BW18話でゲットしたクルミルと交代でアララギ博士の研究所に送られ、データを調べられていた。BW21話でクルミルと交代でサトシの手持ちに戻る。BW23話では再びクルミルと交代で預けられたことが語られる。29話では送られてきた描写はないが手持ちに戻っており、他のポケモンと度々交代していることが窺える。
BW68話のフウロ戦で久々に登場しジム戦デビュー。ココロモリを倒した後一旦引っ込められるが、倒されたピカチュウに代わってスワンナと戦う。そのバトル中にケンホロウに進化。新たに習得した「つばめがえし」でスワンナを倒す活躍を見せた。
BW84話のタチワキジムでは、ドガースに毒状態にされ倒された。
イッシュリーグ4回戦では相性の良いリオルとバトルするが、一方的に翻弄されて倒された。
BW2N第8話において、リザードンとの交換でカントー地方のオーキド研究所に預けられることとなった。イッシュ地方でゲットしたポケモンをオーキド研究所に預けたのはケンホロウが初である。オーキド博士からはオオスバメやムクホークが喜ぶと言われている。DA最終回では他のイッシュ地方のポケモン達と共に姿を見せている。
PM2第114話にて他のサトシのポケモンたちとともに再登場し、サトシたちを出迎えた。また、オオスバメ、ムクホーク、オンバーン、カイリューとともに飛行を楽しんでいた。
戦績に関しては、AG編のオオスバメやDP編のムクホークに比べて大きく劣り、特に敗北する際には一方的な試合展開の場合が多い。
使用技は「かぜおこし」、「でんこうせっか」、「エアカッター」、「つばさでうつ」、「つばめがえし」。

### ミジュマル
ミジュマル
- 声 - 福圓美里
- 性別：♂
- 戦績：2勝3敗1分
- 登場時期：BW・PM2・MV

BW1話から登場。元々はアララギ研究所で新人トレーナー用として管理されていたポケモンで、シューティーに選んでもらおうとアピールするも、結局選ばれず落胆する。その後研究所に滞在していたサトシが気になり、BW2話で旅立ったサトシを追って研究所から抜け出し、ロケット団に襲撃されている所を助太刀する。BW3話にて再びサトシの前に現れて同行をする事を決意し、晴れてサトシのポケモンになった。
イッシュ地方で仲間になったサトシのポケモンの中では1番登場回数が多く、ピカチュウに次ぐ2番目のパートナー的な存在である。反面バトルの成績は負け越し気味で、目立った活躍は少なめ。
目を離すとすぐどこかに行ってしまう癖があり（アララギ博士も気にかけていた）、度々モンスターボールから勝手に出てきたりするが、不利な状況と思うと急にネガティブになり、おだてられると自信満々になるお調子者である。一方で、サトシに信頼されていると知り、それに応えようと努力する一面も持つ。サトシを慕うピカチュウに嫉妬している。カベルネには「人に媚びるような態度、おじさんみたいな加齢臭、まったく話にならない」と酷評された。怒ったときは地面に落したホタチを取りに行き、ダチョウ倶楽部・上島竜兵の持ちネタである「くるりんぱ」をすることがある。ニャースの通訳によると、一人称は「俺」。
惚れっぽい性格のようでもあり、アイリスのエモンガやミーシャ（声 - 藤村歩）のチョロネコ（実は♂だった）、ミュージカルのゴチルゼル達、ラングレーのバイバニラ、メロエッタ、ヒカリのミミロルを気に入ったりしている。エモンガにはウインクしたり、自分から「メロメロ」を受けるほど気に入っているが、BW24話ではココロモリから守ろうとするも油断している隙にココロモリの「チャージビーム」でダメージを受け、ボールに戻されたり、演技に騙され良いように利用されたりしている。1度メロエッタの看病の際エモンガと喧嘩した。さらに、メロエッタの件ではヒカリのポッチャマと争っている模様でライバル視している。しかし、無人島でのイワークの一件ではハイドロポンプを覚えた後、お互いに実力を認め合ったような節もあり、ヒカリの旅立ちの際は互いに涙を流して別れを惜しんでいた。メロエッタがバトルに興味を示し自分にバトルを挑んだときは、好意の感情のため紅潮し攻撃できなかった。メロエッタとの別れの際には号泣しながら別れを惜しんでいた。
ポカブとは仲が悪いようで、BW66話では昼食を横取りしたため喧嘩になるが、薬草を取るときには一旦仲直りした。ただしBW74話でミジュマルがポカブのハハコモリが作ったフード姿を笑ったためまたしても喧嘩となる、BW77話ではポカブを捨てた元トレーナーのスワマの裁判に唯一興味を示さず居眠りしているなど、完全に仲直りしたわけではないようである。また、チャオブーに進化した後もBW2の14話で、自分のポケモンフーズがなくなり、チャオブーの分を横取りし、彼の顔にゲップをしたせいで「かえんほうしゃ」を浴び、「ハイドロポンプ」で反撃するが、間違ってエモンガに当たってしまったときはチャオブーと共に謝った。また、食後用につまようじを所持しているのを見せた。
かなりの食いしん坊であり、それが原因で前述のポカブ（チャオブー）との喧嘩やBW4話、BW46話、BW2第21話、OVA『ピカチュウのサマー・ブリッジ・ストーリー』のトラブルにつながっている。BW2第21話では「見るからに図々しそう」と言われた。ただし、ポカブの件以外は誰のものかは知らず悪気はなかった模様。
腹につけているホタチはピカチュウの「10まんボルト」、ヤナップの「ソーラービーム」や「タネマシンガン」、ハーデリアの「かみなりのキバ」など、ミジュマルが苦手なタイプの技をも弾く盾になり、「シェルブレード」にも使われる攻防一体の代物である。技の汎用性には富んでいるが、反面防御力は未熟であり、相手にあっさりやられることも多い。
サンヨウジムではバッジへの決め手となる活躍をするが、シッポウジムでは敗戦し、これをきっかけにポカブと共にバトルクラブで特訓した結果、スピードアップと共に「アクアジェット」を習得したうえでアロエにリベンジするも、ミルホッグと相打ちになる。その後シューティーのドッコラーとの対戦中に「水中で目を開けられない」という欠点が判明し、「アクアジェット」発動中も目をつぶっていたために軌道がコントロールできないとシューティーに指摘された。BW32話での水中戦で克服し、「アクアジェット」の軌道もコントロールできるようになった。ホドモエジムではヤーコンのワルビルの戦法に機転を利かせ勝利するも、続くガマガルにはパワーで圧倒され敗れる。BW2第3話では、襲いかかる野生のイワークからメロエッタの悲鳴に答えたように「ハイドロポンプ」を習得した。
イッシュリーグ4回戦では、二体目として登場。相性の悪いサザンドラに苦もなく倒される。
BW第1話では、モンスターボールから勝手に出てこれる利点から、ロケット団の罠からサトシたちを助け出す活躍を見せた。BW第5話では、ホタチ島でのホタチキング決定戦でクワトロのフタチマルのシーザー相手に相手の「アクアジェット」と「シェルブレード」の合体技を真似て倒して優勝。ホタチキングとなった為にクイーンのミジュカと共にシンボルとして残る事になったが、ミジュカは既にシーザーと付き合っており、失恋によりホタチが割れた為に優勝を剥奪。引き続きサトシ達に同行する。ミジュカに振られて落ち込んでるかと思いきや、すぐに船上でチラチーノにほれたりと全く懲りていなかった。
映画『ビクティニと黒き英雄 ゼクロム / 白き英雄 レシラム』では、「アクアジェット」の一撃で相手トレーナーのエンブオーを倒す活躍を見せた。
PM2の68話ではサトシとの再会に喜んだ。また、114話ではフシギダネ、ジュカインとともにネギガナイトの特訓を手伝った。
めざせポケモンマスターの第4話では手持ちに入れられており、みずポケモン好きのカスミに気に入られた。相変わらずホタチで「くるりんぱ」をするが、これがツンベアーがやる気を出すきっかけとなった。
現在の使用技は「たいあたり」、「シェルブレード」、「アクアジェット」、「ハイドロポンプ」。以前は「みずでっぽう」も使用。

### チャオブー
ポカブ→チャオブー
- 声 - 水田わさび
- 親：スワマ【元】
- 性別：♂
- 戦績：6勝5敗
- 登場時期：BW・PM2・MV

BW4話から登場。元々はファイアーウォーリアーズを率いるポケモントレーナー・スワマ（声 - 福山潤）のポケモンだったが、カラクサタウンのポケモンバトルクラブでバトルに負けた為に捨てられてしまった過去を持つ。その際、杭に繋いだロープが口に絡んでしまい、全身が汚れろくに食事もできずにやせ細っていた所をサトシに助けられたため、彼を気に入り、ピカチュウをロケット団から助ける。その後、ピカチュウとのバトルを経てゲットされた。
元は別のトレーナーのポケモンで、「弱い」という理由で捨てられ、サトシと心を通わせ仲間になるというパターンはヒトカゲ、ヒコザルに続いて3度目。また、その3度とも最初にもらうポケモンの中の炎タイプであるということも共通している。素直で愛想がよく、大切にしてくれるサトシの期待に応えようと健気に頑張っており、サトシの方も事情を考慮しているのかバトル後には特にいたわる描写がみられる。ゲット前の過酷さのためか、大技や相性の悪い技を受けてもなかなか倒れず、サトシたちからは「粘り強い」と評されている。一方でお調子者で短気のミジュマルをピカチュウと共に宥めたり、冷めた目で見る大人びた一面も見られ、BW25話、BW66話、BW74話、BW2・14話では仲間（主にミジュマル）と喧嘩をしたが、自分から意味もなく誰かに突っかかるということはない。カベルネからは「ただにこにこ笑ってるだけ。甘過ぎてバトル向きではない」と酷評された。ニャースの通訳によると、一人称は「俺」。
初戦となるサンヨウジムのポッド戦では、バオップを倒す活躍を見せる。
シッポウジム戦では、ヨーテリーに全く歯が立たずに負けてしまったことに悔しさを覚え、ミジュマルと共にバトルクラブで特訓する決意をした。その結果パワーとスピードを格段にアップさせた上で「ニトロチャージ」を習得し、再戦時にはアロエのハーデリアを倒してサトシをバッジに導く。
ヒウンジム戦では、アーティのイシズマイの「がんせきほう」に敗れた。
BW48話にて、ロケット団との戦いで「かえんほうしゃ」を習得した。
BW66話では、薬草を「かえんほうしゃ」で取ろうとしたとき、薬草が燃えるのでミジュマルに殴られた。しかし、ツタージャの作戦でロケットのように「かえんほうしゃ」を発射する演技を披露した。
BW77話で自分の元トレーナーのスワマと再会、。スワマの態度に怒りを覚えたサトシがバトルを挑みかけ出場するも、別れの際のスワマとの思い出から戦うのをためらい、その時の別れを惜しむ態度さえも演技だったと判明するといっそう戦意を喪失してしまうが、ツタージャやピカチュウの支援の末立ち直り、チャオブーへと進化。サトシがゲットしたイッシュ地方の御三家の中で唯一進化したポケモンとなり、新たに習得した「ほのおのちかい」からパワーアップした「ニトロチャージ」でエンブオーとクイタランを倒した。バトル後、掌を返したスワマから「忘れられないなら俺の方に戻らないか」と誘われるも、今までの態度を許すはずもなく怒りの「かえんほうしゃ」を浴びせた。正式にサトシのポケモンとして旅を続けることになった。DA第7話では、様々な理由でトレーナーに罵られ、捨てられたことで海賊行為を繰り返したアリゲイツ達に「1度捨てられても、新しいトレーナーと幸せに暮らしている」と説得し、その後のアリゲイツとマリルリとのバトルではツタージャとコンビを組んだダブルバトルで勝利した。
BW79話で久々にジム戦に登場し、フリージオを倒すが、ツンベアーに倒された。
BW85話のタチワキジムでは、ペンドラーを倒すが、ダストダスに倒された。
ジュニアカップの決勝戦では、シューティーのジャローダとバトル。「ニトロチャージ」でスピードを上げて対抗したものの、ジャローダの桁違いの素早い動きに翻弄され、「ハードプラント」で倒された。
イッシュリーグ4回戦では、三体目として登場。新たに覚えた「かわらわり」で相性の良いサザンドラにダメージを与えて勝利し、ナットレイも相性の差で倒すが、ダイケンキに倒される。
BW編のポケモンが総じて公式戦の出場回数が少ない中、最も出番に恵まれており、特に進化してからは一進一退の攻防が多く、ホミカのペンドラーやコテツのサザンドラといった、明確に強敵として扱われたポケモンにも勝利している。一方でリザードンやゴウカザルのように相性の不利を覆すことは出来ないようであり、そのためエースの座をワルビアルに譲ってしまっている。
映画『ビクティニと黒き英雄 ゼクロム / 白き英雄 レシラム』では相性の悪いダイケンキに苦戦するも、ビクティニの力の影響を受けたことにより、これまで見たことがない凄まじい威力の「ひのこ」で勝利する。
『七色アーチ』では本編に先駆けてチャオブーの姿となっている。
PM2の68話ではサトシと再会する前にゴウカザルとバトルしていた。114話ではサトシの他のほのおポケモンたちとともにゲンガーへ「おにび」を伝授した。
現在の使用技は「ニトロチャージ」、「かえんほうしゃ」、「ほのおのちかい」、「かわらわり」。以前は「たいあたり」や「ひのこ」も使用。

### ツタージャ
ツタージャ
- 声 - 林原めぐみ
- 性別：♀
- 戦績：1勝3敗
- 登場時期：BW・PM2・MV

BW7話から登場。野生で暮らしていたところを、デントが作った木の実パンケーキを食べたことがきっかけでサトシに追い回され、その根性とひたむきさを見込んで自らゲットされる。アイリスはツタージャの種としての習性から「元は他のトレーナーのポケモンだったが、そのトレーナーの実力が低かった為に見捨ててきた」と推測したが、詳しい理由は不明。このつながりから、BW77話でポカブを捨てた元トレーナーのスワマに怒りを露にし、スワマとのダブルバトルパートナーになることを自ら希望し、戦意を失っているポカブに発破をかけた。結果、ポカブが進化し、バトルに勝利するきっかけとなる。BW第7話では、トレーナーに罵られ、捨てられたことで海賊行為を繰り返したアリゲイツ達に「ダメなトレーナーは見限ればいい」と説得。その後のアリゲイツとマリルリとのバトルではチャオブーとコンビを組んだダブルバトルで勝利した。その際のニャースの通訳によると、一人称は「あたし」。
基本的に冷静で気高く、ボールから出された時も無言で腰に手を添えていたり、食事などの際にも仲間とは距離を置いていたり、暴れるズルッグに呆れて知らん顔をしていたりと、ミジュマルとは対照的な大人びた性格をしている。一方でゲット後はサトシの指示をきちんと聞き、BW17話でミジュマルをムチで助けたり、BW48話ではピカチュウの指示に笑顔で応える一面も見せている。サトシ一行の中で唯一アイリスのエモンガの本性を見抜いていることもあり、あまり仲は良くなく、彼女に対しては普段より感情的になりやすい。また、BW55話でもわがままなコハル（声 - 潘めぐみ）のゴチムの不審な様子をいち早く察知し、ゴチムが刺激したダストダスに襲われそうになったキバゴとズルッグを助けるが、不適当な行為を制止した事からゴチムに対抗心を持たれ、バトルを申し込まれるが格の違いを見せつけ圧勝している。こういった面からピカチュウもBWの仲間の中では彼女を特に信頼しているフシがある。また、カベルネからは「黒コショウのようなスパイシーな香りが強すぎる。目つきも鋭すぎてマイナス」と酷評され、それ以降彼女の事はつるのムチで突き放している。
BW2の14話では花園歌劇団のマヤ（声 - 沢城みゆき）に「ぶちゃいく」とバカにされた事に腹を立て、同じくエモンガをバカにされて腹を立てていたアイリスの指示に従い彼女のチラチーノを倒した。また、エモンガとの仲の悪さも落ち着いた模様。その他、エモンガがロケット団に入った（フリ）をしていた時はアイリスと共に怒ったりするなど、アイリスと馬が合うところがある。
ドンバトルの2回戦ではラングレーのコマタナに苦戦しつつも機転を利かせ勝利。ライモンジムでカミツレのエモンガ相手にジム戦デビューを果たすも、同性である為にメロメロは効かず、さらに相性も悪かったために敗れる。ホドモエジム戦ではガマガルをメロメロにして一方的に倒すも、続くドリュウズにはパワー負けする。
BW第9話では、アイリスと喧嘩別れし探すことに戸惑っていたサトシに仲直りするよう促した。
PM2114話にて他のサトシのポケモンたちとともに再登場し、サトシたちを出迎えた。
「めざせポケモンマスター」第6話でロケット団のメカを「リーフストーム」で破壊したものの、これがサトシとピカチュウが離れ離れになる原因となってしまった。
サトシのポケモンを苦戦させた得意技の「メロメロ」は、相手が同性であると効かず、素早いと避けられる欠点がある。ゲット前から「リーフストーム」を備えているほか、一度は自らの進化系であるジャノビーを下すほか、チャオブーやバオッキーと互角に渡り合う、エンブオーの「ヒートスタンプ」の直撃に耐えてみせるなど実力の高さを示しているが、相性面で不利であったり、基礎能力的に格上のポケモンを相手にする傾向が強い為、実際の戦績は低めである。
使用技は「メロメロ」、「つるのムチ」、「リーフブレード」、「リーフストーム」。AGのヘイガニと同様、長い間サトシの手持ちにいたポケモンとしては珍しく、使用技はゲットしてから全く変わっていない。

### ズルッグ
ズルッグ
- 声 - 渡辺明乃→林原めぐみ（PM2）
- 性別：♂
- 特性：じしんかじょう
- 戦績：2勝1敗
- 登場時期：BW・PM2・MV

BW12話で貰ったタマゴが17話にて孵ったポケモン。サトシ初のあく（悪）タイプ。
サトシに対しては割と素直だが、血の気が多く他のポケモン相手なら誰にでもすぐにバトルを仕掛ける癖があり、それがトラブルの火種になる事もある。しかし強くなりたいという向上心と度胸は相当なものである。最初はサトシやサトシのポケモンたちとも一緒に食事しようとしなかったが、仲間に危機を救われた以降、距離はあるものの少し心を開くようになった。一方で歳相応の無邪気で陽気且つ好奇心旺盛な一面もある。カベルネからは「なめし革のようなにおいがする」と酷評された。ニャースの通訳によると一人称は「俺」。
卵から孵ったばかりなのでバトルの実力はアイリスのキバゴと五十歩百歩で、ピカチュウの「10ボルト（手加減した「10まんボルト」）」でもかなりのダメージを受けてしまうレベルであるが、自分より強い対象であろうと複数であろうとかまわず立ち向かう姿勢が目立つ。また、実力的に拮抗している事もあって、キバゴにだけは攻撃が効いており、良き対戦相手としてトレーニングを重ねている。
トレーニング相手であるキバゴの事は、当初こそ反発した態度を取っていたが、旅を続けるうちにバトル後に2人きりで遊ぶ程の仲になり、BW74話でキバゴが野生のアイアントの群れに連れ去られた際には誰よりも心配していた。DA第9話も、アイリスとキバゴがいないことに誰よりも最初に違和感を感じ、ピカチュウと共にアイリスを探した。
キバゴとのバトルは基本的にキバゴの「りゅうのいかり」の暴発に巻き込まれる形で引き分けに終わる事が殆どだが、キバゴが「りゅうのいかり」を完成させてからは敗北するなど差をつけられる。しかし下記の「とびひざげり」を覚えた事で再び実力が対等になってきている。
BW43話で野生のバルジーナとの戦闘中に野生のズルズキンから教わった「とびひざげり」を会得した。
BW70話のドンナマイトでバトルデビューし、アッキー（声 - 赤羽根健治）のヤナッキーとバトル。「とびひざげり」を外したダメージでピンチになるも、新たに習得した「きあいだま」で「ギガインパクト」を返し、「にらみつける」からの「ずつき」で逆転した。72話の2回戦ではバッキーのヒヤッキーを相手にしても「きあいだま」を外しているが、「とびひざげり」で倒す活躍をした。73話の3回戦ではマサオミのナゲキと対戦するが、パワーの差で敗北した。
BW79話でジム戦デビューを果たし、バニリッチを倒すが、フリージオに敗れる。
イッシュリーグ2回戦では、ダルマッカを倒した。
PM2114話にて他のサトシのポケモンたちとともに再登場し、サトシたちを出迎えた。
前述のように最初はレベルが低く、ジム戦デビューも終盤であったが、バトルに参加すれば何らかの戦果を挙げているため、イッシュ地方のポケモンの中では活躍している方である。
映画『ビクティニと黒き英雄 ゼクロム / 白き英雄 レシラム』では、ビクティニの力の影響を受けたことで、デントのヤナップを倒したカリータのサザンドラに勝利している。
使用技は「にらみつける」、「ずつき」、「とびひざげり」、「きあいだま」。

### ハハコモリ
クルミル→クルマユ→ハハコモリ
- 声 - 犬山イヌコ
- 性別：♂
- 特性：むしのしらせ（クルミル・ハハコモリ）、リーフガード(クルマユ)
- 戦績：3勝3敗
- 登場時期：BW・PM2・MV

BW18話から登場。ヤグルマの森に住んでいた野生のポケモンで、度々訪れていたジムリーダーのアーティとはサトシたちと会う以前からの顔見知りでサトシにいきなりバトルを挑みかけ、果敢なその姿勢を気に入ってゲットを狙ったサトシを一時は嫌ったが、コロモリの襲撃や、滝に落ちそうになった所を助けられたのがきっかけでサトシを気に入り、ゲットされた。21話でデータ計測の為、マメパトと交代でアララギ博士のもとに送られた。服は川に落ちた際破れてしまったが、アーティのハハコモリに直してもらった。
23話のヒウンジム戦で再び手持ちに戻り、ホイーガの「ソーラービーム」を受けた時にクルマユに進化した。ダメージを負いながらも、相性で不利なアーティのイシズマイとホイーガを倒す大活躍をした。しかし、ハハコモリには敗れた。
74話のアイリスのエモンガとのトレーニング中にハハコモリに進化した。そして、キバゴたちに葉っぱの服を作ってあげた。性格はややおっとりになっている。
85話のタチワキジムで久々にジム戦に登場し、相性の悪いドガースを倒すが、ペンドラーに倒された。
BW2第6話のポケモンワールドトーナメントジュニアカップの第1回戦で、相性の悪いカブルモを相手に「エナジーボール」で勝負を決めた。
イッシュリーグ三回戦ではケニヤンのダゲキとバトル。ダゲキのパワーをスピードで翻弄するが、「ローキック」と「インファイト」を喰らい、むしのしらせが発動。「いとをはく」で動きを封じて「シザークロス」で攻めるも、糸を切られ「からてチョップ」で倒されたが、ダメージを蓄積させたことで後のワルビアルの勝利に繋がった。
PM2第114話にて他のサトシのポケモンたちとともに再登場し、サトシたちを出迎えた。
「めざせポケモンマスター」第2話で久々に手持ちに加わっており、この時はむしポケモンが苦手なカスミと対面したものの苦手がられなかった。
ジム戦では最低でも一勝しているため、勝率は高めでケニヤン戦でも負けはしたものの善戦するなど活躍は多い。
EDテーマ『七色アーチ』では本編に先駆けてハハコモリの姿になっている。
映画『神速のゲノセクト ミュウツー覚醒』では手持ちに加わっているが、前作のガントルほど目立った活躍がなかった。
現在の使用技は「いとをはく」、「はっぱカッター」、「エナジーボール」、「シザークロス」。進化前は「むしくい」や「たいあたり」も使用。

### ガマガル
ガマガル
- 声 - たかはし智秋→愛河里花子（PM2）
- 性別：♂
- 特性：「すいすい」「うるおいボディ」のどちらか
- 戦績：1勝2敗1分
- 登場時期：BW・PM2

BW32話から登場。元々はシレット水草（解毒効果のある薬草）の生えた池のボスであり、多勢のオタマロやマッギョを引き連れていた。
タマゲタケの毒を受けたポケモンたちを救うため、水草を取りに来たサトシとミジュマルを部下たちに襲わせる。その後、自らもバトルに参戦し、ミジュマルを圧倒するが「アクアジェット」の一撃で倒される。その際、実力を気に入ったサトシにゲットされた。
池のボスを務めていただけあってか、強力な「ハイドロポンプ」が使えたり、技の切り替えしが早かったりと実力はかなり高い。また、ゲット時に一撃で戦闘不能になった割に相当タフで打たれ強く、大技を何度喰らっても耐え抜いている描写が目立つ。その反面、相手の技を避けきれずダメージを負う場面が散見され、動きは鈍い。
ゲットされる前は攻撃的で容赦のない性格だったが、サトシには忠実。
サトシとのコンビネーションを確かめるため参戦したドンバトルの1回戦では、カベルネのムーランドを倒す活躍を見せ、初バトルをいきなり勝利で飾った。準決勝でも相手トレーナー・ディーノのダルマッカに「ハイドロポンプ」で勝負を決め、サトシに勝利をもたらした。
ライモンジムでジム戦デビューを果たし、ベルの手持ち3体を倒したカミツレのゼブライカ相手に初勝利を収める。しかし、続くエモンガにはスピードで翻弄されて敗れる。
BW85話のタチワキジムで久々に登場する。ダストダスに相性では勝ってものの、「ダストシュート→ベノムショック」のコンボで呆気なく敗北する。
イッシュリーグ三回戦ではケニヤンのゼブライカとバトル。有利な相性と新たに習得した「ヘドロウェーブ」の毒、「ちょうおんぱ」による混乱と有利に進めていたが、最終的に「ギガインパクト」を受けながらの「マッドショット」で相打ちになった。
PM2ではフカマル同様、ゴウを気に入り足にすり寄っていた。
同シリーズを通し、イッシュ地方でゲットされたポケモンの中で最も出番が少なく、ワルビアルと同様に映画出演をしていない。一方、公式戦ではどの試合もそれなりに活躍しているなど、一定の存在感を示している。
ゲットした時点で進化していたポケモンとしては、KG編のヨルノズク以来である。
使用技は「ハイドロポンプ」、「ちょうおんぱ」、「マッドショット」、「ヘドロウェーブ」。

### ガントル
ダンゴロ→ガントル
- 声 - 犬山イヌコ→石塚運昇（ガントルに進化後）
- 特性：がんじょう
- 戦績：1勝2敗
- 登場時期：BW・PM2・MV

BW34話から登場。サトシ初のいわタイプ。
元々は、ポケモンセンターの水源になっている洞窟に住むダンゴロの群れの1体。ロケット団に捕らえられた群れの中で唯一逃れ、サトシたちに助けを求めてきた。事件解決後、サトシを気に入り自らバトルを望み、ポカブと相打ちに近い形になりゲットされた。
ダンゴロ全体の特徴として聴覚に優れており、BW35話におけるロケット団のタブンネ強奪事件の際には、同じく聴覚が良いタブンネにしか効かない催眠電波を感知し、ロケット団を見つけ出した。
またバトルに関しても強力な「ストーンエッジ」が使えたり、ロケット団によってパワーが増幅されたダンゴロ達のエネルギー砲を1体で相殺できるほどの威力を持つ「ラスターカノン」が使えるなど、高い実力を持つ。
BW61話のホドモエジム戦でジム戦デビューし、ガントルに進化した。新しく覚えた技「ロックブラスト」と「いわくだき」でヤーコンのドリュウズを倒す活躍を見せた。勝利後はベトベトンやベイリーフなどのように、愛情表現としてサトシに圧し掛かった。
BW63話ではデントのイワパレスと共に、アララギ博士のアギルダーとベルのシュバルゴとタッグバトルをする。アギルダーとシュバルゴの「はかいこうせん」からイワパレスを庇い倒れる代わりにイワパレスに逆転のチャンスを与え、勝利に繋げた。
BW84話のタチワキジムで久々にジム戦に登場するが、ドガースに倒される。
BW2第7話では、ジュニアカップ2回戦で登場し、ランクルスに勝利した。
イッシュリーグ4回戦では一体目として登場。コテツのサザンドラとバトルするが、敗れる。
PM2114話にて他のサトシのポケモンたちとともに再登場し、サトシたちを出迎えた。
イッシュ地方でゲットされたポケモンの中では出番が少ないことや、サトシのバトルスタイルとの相性の悪さもあり、勝率は低めである。
映画『キュレムVS聖剣士 ケルディオ』では手持ちに加わっていてサトシを乗せ氷の川を滑りケルディオを助ける、キュレムに凍らされた聖剣士たちを「いわくだき」で助けようとするなど活躍している。
現在の使用技は「すなあらし」、「ラスターカノン」、「ロックブラスト」、「いわくだき」。進化前は「ストーンエッジ」や「たいあたり」も使用。

### ワルビアル
（メグロコ）→ワルビル→ワルビアル
- 声 - 三宅健太
- 性別：♂
- 特性：「じしんかじょう」「いかりのつぼ」のどちらか
- 戦績：3勝1敗
- 登場時期：BW・PM2

BW3話から登場。カノコタウンからサンヨウシティ道中にあるダン（声 - 福圓美里）の父親が経営する、温泉リゾートの砂風呂を楽しんでいる野生のメグロコの群れのリーダーであり、サングラスをかけていることが特徴。
初登場時には砂風呂付近で起きようとしていた間欠泉に真っ先に気づき、客や野生ポケモンを避難させていたが、そのやり方が多少強引だった事や、結果的に温泉リゾートの経営が悪くなっていた事もあり一時誤解されていた。その後は真相を知ったサトシたちと協力し、逃げ遅れた野生ポケモンを救助した。
この際に一旦サトシたちとは別れるが、ピカチュウにライバル心を抱いたことで、その後もサトシたちを追いかける。他者にゲットされていない野生ポケモンがサトシたちの前に度々ゲスト出演するのは金銀編（1話だけも含めるならホウエン編）まで登場していたプリンと同様。BW第12話ではとある幼稚園に突如現れ、「ストーンエッジ」で周りの園児たちも巻き込んでしまうも、ピカチュウの「アイアンテール」と園児たちが可愛がっていた野生のヤブクロンの「ヘドロばくだん」を受けて吹っ飛ばされた。
BW20話では落とし穴で罠を張り、サトシとピカチュウにバトルを挑むも、突如現れたイタズラ好きのコアルヒー三人衆にサングラスを取られてしまい、後述の通り弱気な性格になってしまう。サトシたちの協力でサングラスを取り戻し、再度バトルを行い、ピカチュウを相性の差で追い詰める。さらに、バトルの最中にワルビルに進化してパワーアップするも、「ストーンエッジ」を「エレキボール」ではじき返され、またしても吹っ飛ばされた。
その後もサトシたちを追いかけ続けており、BW64話の最後にゼクロムの遺跡から出てきたサトシたちの前に現れ、BW65話で成り行きで知り合ったニック（声 - 木村亜希子）、グレン（声 - 奈良徹）、セイン（声 - 小林ゆう）のバトルごっこにサトシたちと共に付き合い、ピカチュウとのタッグでペンドラーとガマゲロゲを倒す。その後、ピカチュウと決着をつけるためのバトルを行うも敗北、ショックでその場を立ち去ろうとした所をサトシに誘われ、ゲットされた。
普段は強気で好戦的な性格であり、メグロコたちのリーダーを務めていただけあって、強力な「ストーンエッジ」や「かみくだく」が使えたり、BW65話ではバトルごっこという形ではあったものの相性では不利なガマゲロゲを倒す等、バトルの実力も非常に高い。一方でサングラスが外れてしまうと、途端に弱気になるという弱点がある。また、サトシの誘いを聞くと大喜びする様子を見せており、根は寂しがり屋な一面も見られる。
BW68話のフキヨセジム戦でジム戦デビューするが、フウロのココロモリに敗退した。
BW78話では、ジムリーダー・ハチクとツンベアーと修行するが、サトシと共に中々ついていけない。また、相性の悪いブルンゲルと互角以上のバトルを繰り広げた。ジム戦では相性は悪いが、そのやる気を買って先鋒で出すが、バニリッチの猛攻で一旦引っ込められた後、切り札のツンベアーとバトル。ベルのエンブオーが見せた「ストーンエッジ」を掴む戦法で「ストーンエッジ」を剣代わりに使用し、ツンベアーを倒した。
ジュニアカップ準決勝でアイリスのカイリューとバトル。「かえんほうしゃ」と「れいとうビーム」の連続攻撃で翻弄されるも、サトシの声が届きワルビアルに進化。新たに覚えた「ドラゴンクロー」でダメージを与え、カイリューが暴走した隙を突き「かみくだく」と「ストーンエッジ」で逆転勝ちした。
イッシュリーグ三回戦では一体目で登場。ケニヤンのレパルダスに対して互角の戦いを見せて倒した後、一旦引っ込められる。最後の一体としてダゲキと戦う。相性で不利な上に初戦のダメージも大きかったが、温存していた「つばめがえし」でダゲキを倒した。
前述の通り、イッシュ地方でゲットされたポケモンの中でも特に実力が高く、ワルビアルに進化してからは目覚ましい活躍を見せており、サトシのBW編のポケモン中でも屈指の強さと勝率を誇る。シリーズ終盤でゲットされ、進化後一気に花開くといった面がAG編のオニゴーリと非常に似通っている。
また、お蔵入りとなった「ロケット団VSプラズマ団」にも登場しており、オーキド博士のライブキャスターにてワンシーン登場していたことから判明している。
PM2の68話ではサトシとの再会に喜んだ。
現在の使用技は「ストーンエッジ」、「あなをほる」、「ドラゴンクロー」、「つばめがえし」。進化前は「かみつく」や「かみくだく」も使用。